# كأس الاتحاد 1978
كأس الاتحاد 1978 (بالإنجليزية: 1978 Federation Cup)(بالإسبانية: Copa Federación 1978) هو الموسم 16 من  كأس فيد. أقيم خلال الفترة 27 نوفمبر 1978 وحتى 3 ديسمبر 1978، وفاز فيه منتخب الولايات المتحدة لكأس فيد.